# Olga Karasiova
Olga Karasiova (Biskek, Rusia, 24 de julio de 1949), también llamada Olga Karaseva, es una gimnasta artística rusa, que compitiendo con la Unión Soviética, consiguió ser campeona olímpica en 1968 en el concurso por equipos.

## Carrera deportiva
En el Mundial de Dortmund 1966 gana la plata en equipos, tras Checoslovaquia y por delante de Japón, siendo sus compañeras: Natalia Kuchinskaya, Larisa Petrik, Zinaida Druzhinina, Larisa Latynina y Polina Astakhova.
En los JJ. OO. de México 1968 consigue el oro por equipos, por delante de Checoslovaquia y Alemania del Este.
En el Mundial de Liubliana 1970 gana el oro en el concurso por equipos, por delante de Alemania del Este y Checoslovaquia, siendo sus compañeras: Tamara Lazakovich, Lyubov Burda, Larisa Petrik, Ludmilla Tourischeva y Zinaida Voronina. Asimismo consigue la plata en suelo, tras su compatriota la soviética Ludmilla Tourischeva.